# ベスタス

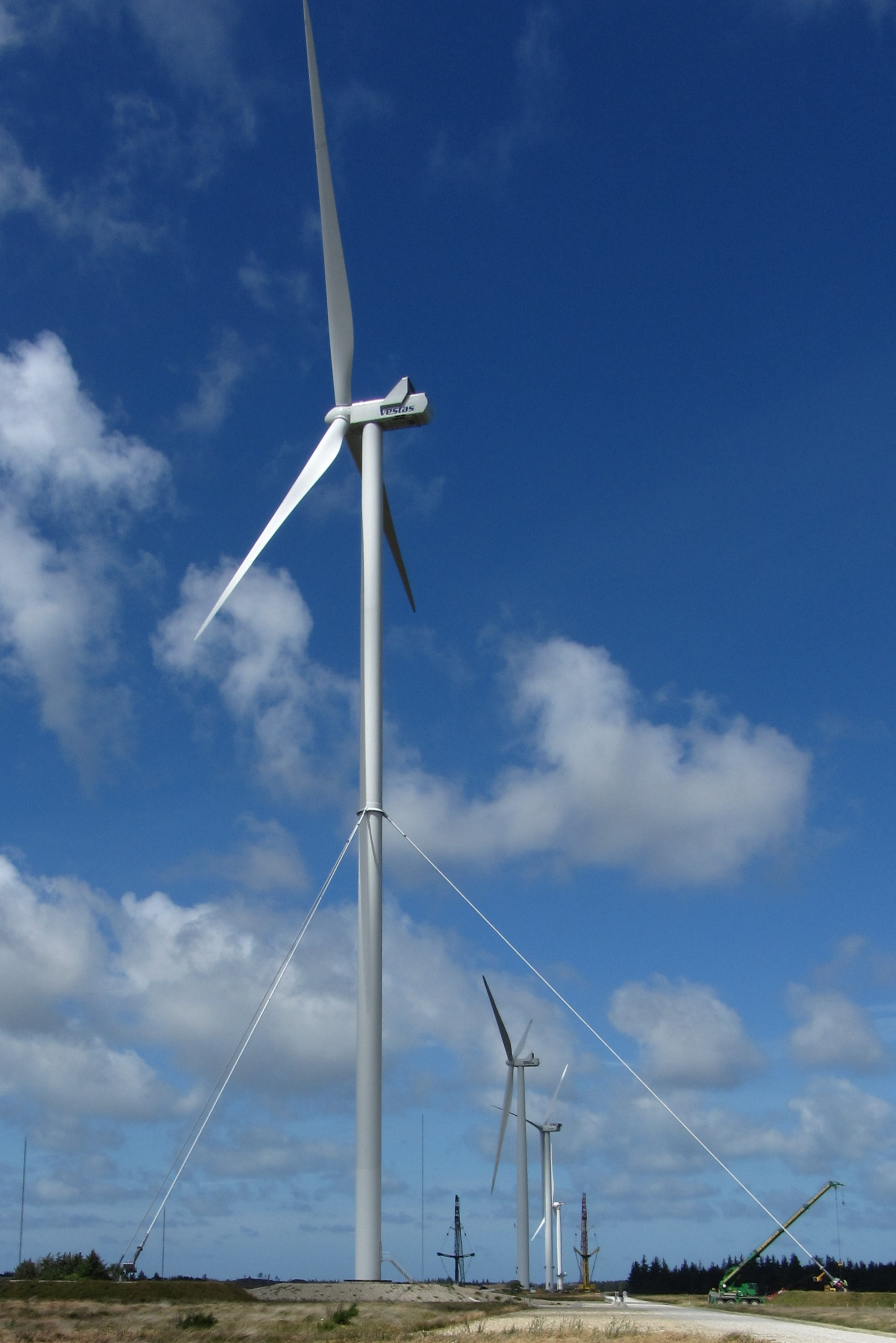
Vestas V126

ベスタス（Vestas Wind Systems A/S）は、デンマーク・オーフスに本拠を置き、世界70か国以上に現地法人を持つ、風力発電機の設計、製造、販売会社である。ナスダック・コペンハーゲン上場企業（Nasdaq Nordic VWS）。

## 沿革
1945年にPeder HansenによりLemという小さな町で Vestjysk Stålteknik A/S (株式会社)として設立した。当初は家電製品の製造を行っていたが、1950年に農業器材、1956年にインタークーラー、1968年に油圧クレーンの製造へと発展していき、1979年には風力発電機の製造を開始した。
2003年には、世界最大の風力発電機メーカーとなるべく、デンマークのNEG Micon社と合併し、同時に社名を Vestas Wind Systems A/S と変更した。べスタスの風力発電機は世界80ヶ国以上で導入され、またべスタスは世界で20,000人以上を雇用している。
インタークーラーは1980年代に風力システム会社から分離したVestas aircoil A/Sによって今もLemにて製造が続けられている。
2014年4月、三菱重工との合弁により、洋上風力発電設備に特化したMHIべスタスオフショアウィンド（MHI Vestas Offshore Wind A/S）をオーフスに設立、同社は洋上風力発電分野におけるトップクラスのシェアを獲得している。

## 製品
- V23-150kW
- V25-200kW
- V27-225kW
- V29-225kW
- V39-500kW
- V42-600kW
- V47-660kW
- V52-850kW
- V66-1.65MW
- V66-1.75MW
- V80-2.0MW
- V82-1.65MW△
- V90-1.8MW△
- V90-2.0MW△
- V90-3.0MW
- V100-1.8MW△
- V112-3.0MW△
- V126-3.45MW
- V150-4.2MW
- V164-7.0MW△

※Vの後の数字はローターの直径（メートル）を表す。
※△は海外のみ販売・稼働。

## 日本における事業
日本における現地法人はベスタス・ジャパン株式会社。東京（神谷町）にオフィスを、また北海道から九州に至る各地にサービス拠点を置き、風力発電設備のメンテナンス、部品修理、アップグレードなどのサービスを提供している。
2021年2月、日本におけるべスタス製風力発電設備の販売事業を行うMHIべスタスジャパン株式会社（MHI Vestas Japan Co., Ltd.）が設立された。

## 参照
- en:List of wind turbine manufacturers
- en:Renewable energy industry
- en:Wind power（風力発電）
- en:Wind power in Denmark